# Aya Matsuura

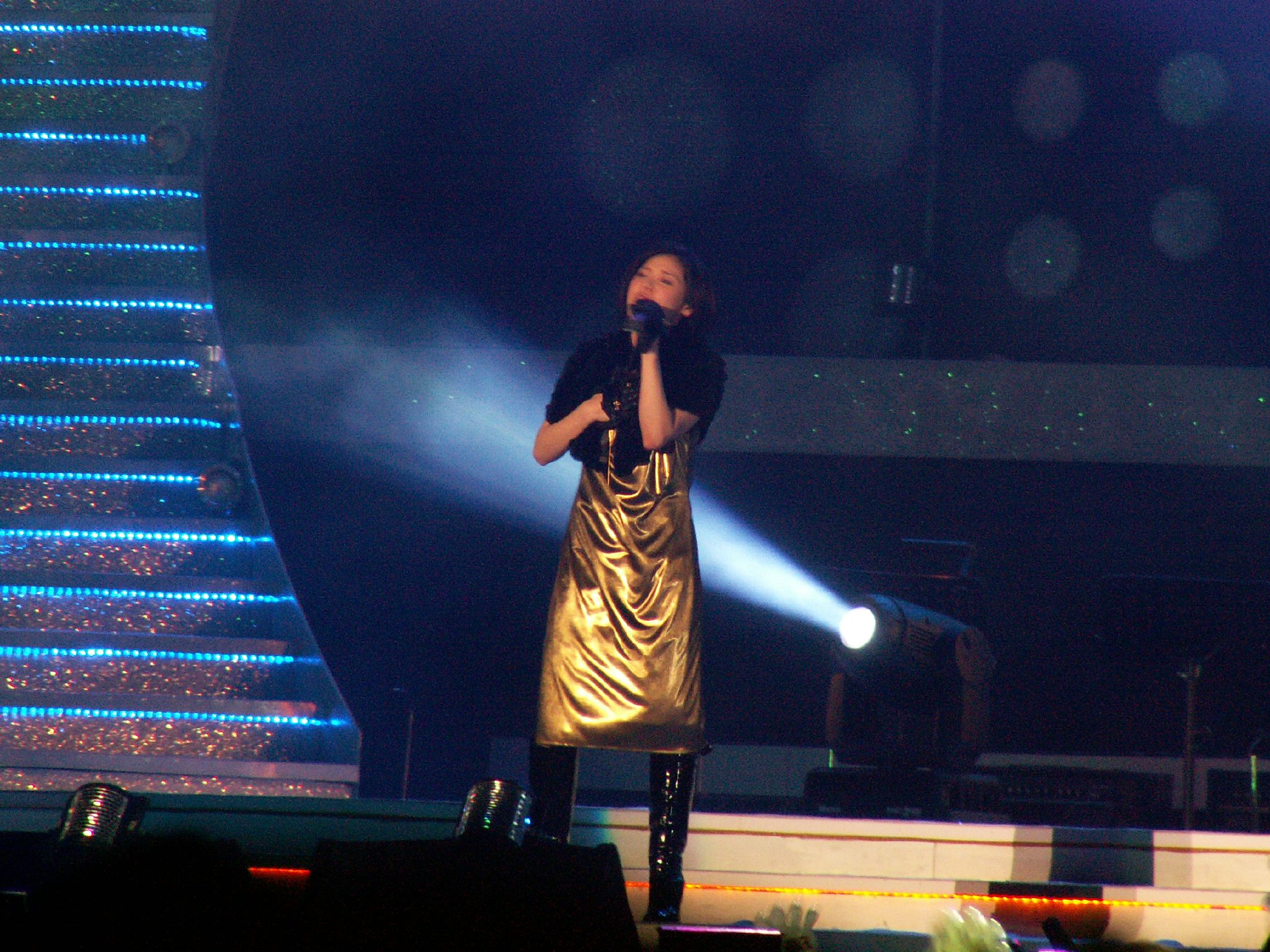
Aya Matsuura (2006)

Aya Matsuura (jap. 松浦 亜弥, Matsuura Aya; * 25. Juni 1986 in Himeji, Präfektur Hyōgo) ist eine J-Pop-Sängerin, Model und Schauspielerin aus Japan.

## Biografie

### Debüt und Aufstieg zum nationalen Idol 2000–2009
Aya nahm im Jahre 2000 an der Morning Musume & Heike Michiyo Protegee Audition teil und gewann diese. Fälschlicherweise wird oft behauptet, sie habe an einer Audition für Morning Musume selbst teilgenommen. 2001 debütierte sie hingegen als Solist und hatte ihren ersten Auftritt beim Frühlingskonzert Morning Musumes. Im Jahr darauf folgte ihr erstes Album, First KISS. Insgesamt veröffentlichte Matsuura in den ersten fünf Jahren ihrer Karriere 17 Singles und drei Studien- sowie drei Best-Of-Alben.
Matsuura wurde schnell zur führenden Solistin im Hello! Project, bekam Werbeaufträge, eigene Radioshows und mehrere Filmrollen. Von 2002 bis 2006 war sie das Werbegesicht der Marke Pretz; es folgten Deals mit Suzuki, Kirin, Pocky, Epson und weiteren bekannten Marken. Auch ihre Lieder wurden weitläufig verwendet. So waren „Ne~e“ und „♡Momoiro Kataomoi♡“ in Werbeclips für die Marke Shiseido zu hören. Trotz dieser Erfolge konnte Matsuura als Solistin jedoch nie Platz #1 der Oricon-Charts erreichen. Dies erreichte sie nur als Mitglied der Gruppen Gomattou und DEF.DIVA.
2006 musste Matsuura eine Zwangspause einlegen, als bei ihr eine kraniomandibuläre Dysfunktion festgestellt wurde. Der rasanten Anfangszeit folgten nun ruhigere Jahre. Von 2006 bis 2009 veröffentlichte sie pro Jahr nur eine Single. Ihre Lieder wurden anspruchsvoller und Matsuura wandelte sich vom Idol zur balladenlastigen Sängerin. Damit sanken jedoch auch ihre Verkaufszahlen.
2009 verließ sie, wie alle unter dem Elder Club stehenden Acts, das Hello! Project. Sie blieb jedoch bei der Agentur Up-Front unter Vertrag. Einen Monat vor der Auflösung des Elder Clubs veröffentlichte sie ihre letzte Single, „Chocolate Damashii“.
Es wurden ein Blog namens Ayablog und ein Twitter-Account eröffnet. Der Blog wurde jedoch mittlerweile eingestellt. Zudem kündigte Matsuura eine Pause an und schloss Konzerte für die nächsten 2–3 Jahre aus.

### Seit 2010
Im August 2011 wurde bekannt, dass bei Matsuura Endometriose diagnostiziert wurde. Die Krankheit hatte ihr bereits zuvor zu schaffen gemacht und war der Grund für ihre Pause.
Ihre Karriere wurde durch die Krankheit massiv eingeschränkt. Seit ihrer Hochzeit mit w-inds.' Keita Tachibana im August 2013 hat sich Matsuura aus dem Unterhaltungsgeschäft zurückgezogen. Ihr Vertrag mit Up-Front endete 2017 und wurde nicht erneuert. Im April 2022 machte Matsuura ihr Comeback mit einem Werbeclip für Nescafé Excella. Sie singt auch das Werbelied „Hazumu Kimochi“. Im Oktober stand sie erneut für das Produkt Excella Fuwa Latte vor der Kamera.

## Privates
Seit August 2013 ist Matsuura Aya mit Keita Tachibana, dem Sänger der Gruppe w-inds., verheiratet. Vor ihrer Hochzeit war das Paar bereits 12 Jahre zusammen. Aus der Ehe entstammen insgesamt drei Kinder.

## Diskografie

### Studioalben
| Jahr | Titel                              | Höchstplatzierung, Gesamtwochen, AuszeichnungChartsChartplatzierungen (Jahr, Titel, Platzierungen, Wochen, Auszeichnungen, Anmerkungen) | Anmerkungen                                                  |
| Jahr | Titel                              | JP | Anmerkungen                                                  |
| ---- | ---------------------------------- | --- | ------------------------------------------------------------ |
| 2002 | First Kiss (ファーストKiss)        | JP2 Gold · (13 Wo.)JP | Erstveröffentlichung: 1. Januar 2002 Verkäufe JP: + 293.540  |
| 2003 | T.W.O. (T.W.O.)                    | JP2 Platin · (18 Wo.)JP | Erstveröffentlichung: 29. Januar 2003 Verkäufe JP: + 285.784 |
| 2004 | x3 (x3)                            | JP10 Gold · (9 Wo.)JP | Erstveröffentlichung: 1. Januar 2004 Verkäufe JP: + 110.874  |
| 2007 | Double Rainbow (ダブル レインボウ) | JP22 (3 Wo.)JP | Erstveröffentlichung: 10. Oktober 2007 Verkäufe JP: + 11.764 |
| 2009 | Omoi Afurete (想いあふれて)        | JP29 (2 Wo.)JP | Erstveröffentlichung: 21. Januar 2009 Verkäufe JP: + 4.873   |

### Kompilationen
| Jahr | Titel                                                              | Höchstplatzierung, Gesamtwochen, AuszeichnungChartsChartplatzierungen (Jahr, Titel, Platzierungen, Wochen, Auszeichnungen, Anmerkungen) | Anmerkungen                                                |
| Jahr | Titel                                                              | JP | Anmerkungen                                                |
| ---- | ------------------------------------------------------------------ | --- | ---------------------------------------------------------- |
| 2005 | Matsuura Aya Best 1 (松浦亜弥ベスト１)                             | JP2 Gold · (13 Wo.)JP | Erstveröffentlichung: 24. März 2005 Verkäufe JP: + 121.361 |
| 2011 | Matsuura Aya 10th Anniversary Best (松浦亜弥10th Anniversary Best) | JP56 (2 Wo.)JP | Erstveröffentlichung: 21. Dezember 2011                    |

### Coveralben
| Jahr | Titel                                 | Höchstplatzierung, Gesamtwochen, AuszeichnungChartsChartplatzierungen (Jahr, Titel, Platzierungen, Wochen, Auszeichnungen, Anmerkungen) | Anmerkungen                                                   |
| Jahr | Titel                                 | JP | Anmerkungen                                                   |
| ---- | ------------------------------------- | --- | ------------------------------------------------------------- |
| 2006 | Naked Songs (Naked Songs)             | JP24 (3 Wo.)JP | Erstveröffentlichung: 29. November 2006 Verkäufe JP: + 18.961 |
| 2010 | Click you Link me (Click you Link me) | JP72 (4 Wo.)JP | Erstveröffentlichung: 24. November 2010 Verkäufe JP: + 3.007  |

### Singles
| Jahr | Titel Album                                                                                   | Höchstplatzierung, Gesamtwochen, AuszeichnungChartsChartplatzierungen (Jahr, Titel, Album, Platzierungen, Wochen, Auszeichnungen, Anmerkungen) | Anmerkungen                                                     |
| Jahr | Titel Album                                                                                   | JP | Anmerkungen                                                     |
| ---- | --------------------------------------------------------------------------------------------- | --- | --------------------------------------------------------------- |
| 2001 | Dokki Doki! Love Mail (ドッキドキ! Loveメール) First Kiss                                     | JP10 (6 Wo.)JP | Erstveröffentlichung: 11. April 2001 Verkäufe JP: + 72.070      |
| 2001 | Tropical Koishiteru (トロピカ～ル恋して～る) First Kiss                                       | JP7 (6 Wo.)JP | Erstveröffentlichung: 13. Juni 2001 Verkäufe JP: + 64.490       |
| 2001 | Love Namida Iro (Love涙色) First Kiss                                                         | JP3 Gold · (9 Wo.)JP | Erstveröffentlichung: 5. September 2001 Verkäufe JP: + 172.340  |
| 2001 | 100kai no Kiss (100回のKiss) First Kiss                                                       | JP2 (7 Wo.)JP | Erstveröffentlichung: 28. November 2001 Verkäufe JP: + 102.820  |
| 2002 | ♥Momoiro Kataomoi♥ (♥桃色片思い♥) T・W・O                                                     | JP2 Gold · (13 Wo.)JP | Erstveröffentlichung: 6. Februar 2002 Verkäufe JP: + 224.480    |
| 2002 | Yeah! Meccha Holiday (Yeah! めっちゃホリディ) T・W・O                                         | JP2 Gold · (19 Wo.)JP | Erstveröffentlichung: 29. Mai 2002 Verkäufe JP: + 130.960       |
| 2002 | The Bigaku (The 美学) T・W・O                                                                 | JP2 (18 Wo.)JP | Erstveröffentlichung: 19. September 2002 Verkäufe JP: + 115.480 |
| 2002 | Sōgen no Hito (草原の人) T・W・O                                                              | JP2 (11 Wo.)JP | Erstveröffentlichung: 11. Dezember 2002 Verkäufe JP: + 92.955   |
| 2003 | Ne~e? (ね～え?) ×3                                                                            | JP3 Gold · (10 Wo.)JP | Erstveröffentlichung: 12. März 2003 Verkäufe JP: + 121.776      |
| 2003 | Good Bye Natsuo (Good Bye 夏男) ×3                                                            | JP3 (11 Wo.)JP | Erstveröffentlichung: 4. Juni 2003 Verkäufe JP: + 88.483        |
| 2003 | The Last Night (The Last Night) ×3                                                            | JP3 Gold · (8 Wo.)JP | Erstveröffentlichung: 26. September 2003 Verkäufe JP: + 57.451  |
| 2004 | Kiseki no Kaori Dance. (奇跡の香りダンス。) Matsuura Aya Best 1                               | JP3 Gold · (7 Wo.)JP | Erstveröffentlichung: 28. Januar 2004 Verkäufe JP: + 80.322     |
| 2004 | Hyacinth (風信子 ヒヤシンス) Matsuura Aya Best 1                                              | JP7 Gold · (13 Wo.)JP | Erstveröffentlichung: 10. März 2004 Verkäufe JP: + 56.400       |
| 2004 | Your Song ~Seishun Sensei~ (Your Song ~青春宣誓) Petit Best 5                                 | JP3 (10 Wo.)JP | Erstveröffentlichung: 14. Juli 2004 Verkäufe JP: + 41.306       |
| 2004 | Watarasebashi (渡良瀬橋) Matsuura Aya Best 1                                                  | JP6 (6 Wo.)JP | Erstveröffentlichung: 20. Oktober 2004 Verkäufe JP: + 47.857    |
| 2005 | Zutto Suki de Ii desu ka (ずっと 好きでいいですか) –                                          | JP7 (8 Wo.)JP | Erstveröffentlichung: 23. Februar 2005 Verkäufe JP: + 45.022    |
| 2005 | Ki ga Tsukeba Anata (気がつけば あなた) Matsuura Aya 10th Anniversary Best                    | JP6 (10 Wo.)JP | Erstveröffentlichung: 21. September 2005 Verkäufe JP: + 56.822  |
| 2006 | Suna wo Kamu you ni… Namida (砂を噛むように…Namida) Double Rainbow                            | JP14 (5 Wo.)JP | Erstveröffentlichung: 8. Februar 2006 Verkäufe JP: + 20.212     |
| 2007 | Egao (笑顔) Double Rainbow                                                                    | JP16 (5 Wo.)JP | Erstveröffentlichung: 29. August 2007 Verkäufe JP: + 13.286     |
| 2008 | Kizuna (きずな) Omoi Afurete                                                                  | JP20 (3 Wo.)JP | Erstveröffentlichung: 21. Mai 2008 Verkäufe JP: + 7.623         |
| 2009 | Chocolate Damashii (チョコレート魂) Hello! Project no Zenkyoku kara Atsumechaimashita! Vol. 4 | JP19 (2 Wo.)JP | Erstveröffentlichung: 11. Februar 2009 Verkäufe JP: + 4.795     |

## Filmografie
Filme
- 2003: Ao no Honō (青の炎)
- 2006: Yo-Yo Girl Cop (スケバン刑事 コードネーム=麻宮サキ, Sukeban Deka: Kōdonēmu = Asamiya Saki)

TV-Shows
- 2000–2007: Hello! Morning (ハロー!モーニング.)
- 2003: Victory! ~Foot Girls no Seishun~ (Victory!~フットガールズの青春~)
- 2004: Aijo Ippon! (愛情イッポン!)
- 2005: Minna no TV (ミンナのテレビ)
- 2005: A
- 2005–2007: Utawara Hot Hit 10 → Utawara (歌笑Hotヒット10 → ウタワラ)
- 2006: Ayaya Golf (あややゴルフ)
- 2006: Inochi no Kiseki (命の軌跡)
- 2007: Ayaya Golf 2 (あややゴルフ)
- 2007: Meringue (メレンゲの気持ち)

Werbespots
- 2002–2006: Pretz
- 2002–2004: Tessera (Shiseido)
- 2003–2008: Gogo no Kocha (Kirin)
- 2003–2005: Colorio Printer (Epson)
- 2004–2005: Pocky
- 2004–2005: Super Mild (Shiseido)
- 2004–2005: Scooter Let’s 4 (Suzuki)
- 2005–2006: Nissin Yakisoba UFO (Nissin)
- 2005–2006: Japan Post
- 2008: Fried Chicken (FamilyMart)
- 2009: Top Clear Liquid (Lion)
- 2022: Nescafé Excella Fuwa Latte

Videospiele
- Guitar Freaks 8th mix / Drummania 7th mix (Momoiro Kataomoi, von Yu Uchida gecovert)
- Donkey Konga (japanische Version, Momoiro Kataomoi, von unbekannt gecovert)
- Daigasso! Band Brothers (Yeah! Meccha Holiday, Instrumentalversion)
- Go-Go-Tea Miniature Golf (Kirin)
- Donkey Konga 2 (japanische Version, Yeah! Meccha Holiday)